# Akay Kayed

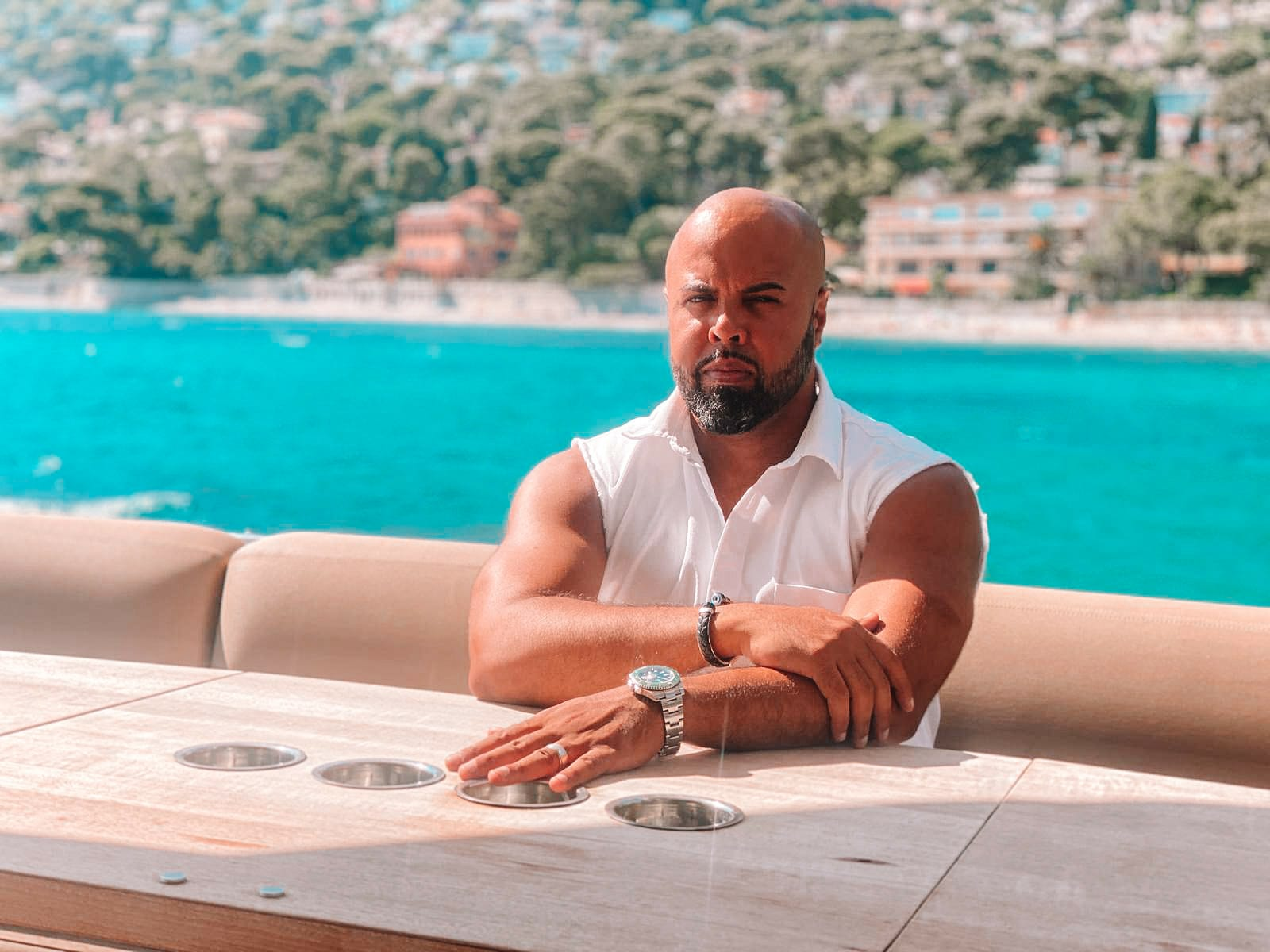
Akay Kayed (2020)

Akay (* 11. Januar 1983 in Essen, NRW; bürgerlicher Name Ahmed Kayed) ist ein deutscher Pop-, R'n'B-, Hip-Hop- und Dance-Sänger, MC, Textautor/Komponist, Eventveranstalter sowie Unternehmer.

## Leben
Akay wurde im Januar 1983 als Sohn eines palästinensischen Vaters und einer libanesischen Mutter in Essen geboren. Nach der Schule absolvierte er eine Ausbildung zum Reiseleiter und arbeitete als Performer in Diskotheken und Clubs auf Ibiza und in Deutschland.
2001 nahm Akay zusammen mit 6500 Teilnehmern am Casting von „Popact 2001“ teil und wurde Mitglied in der Siegerband New Level (Musik), die ihre Debüt-Single Tell Me veröffentlichte, sich jedoch kurz darauf wieder auflöste. 2004 wurde die Single nach Akays Erfolg bei der Castingshow erneut veröffentlicht.

## Band „Overground“
2003 nahm er an der dritten Staffel der Castingshow Popstars – Das Duell teil und gewann mit der Boyband Overground gegen die weibliche Konkurrenz, die Preluders. Overground avancierten zur erfolgreichsten deutschen Boyband ihrer Zeit. Ihre Debüt-Single Schick mir 'nen Engel erreichte Platz 1 der deutschen, österreichischen und Schweizer Charts. Für 150.000 verkaufte Einheiten erhielt sie eine Goldene Schallplatte. Das Debütalbum It's Done erreichte Platin-Status in Deutschland, Österreich und der Schweiz. Die Band veröffentlichte mehrere Top-10-Hits, brachte zwei Alben auf den Markt und arbeitete unter anderem mit Künstlern wie Montell Jordan zusammen. 2006 tourte die Band mit einem Akustik-Set in durch Japan. Nach einer kreativen Pause im Jahr 2007 trennte sich die Band 2008 endgültig.

## Solokarriere

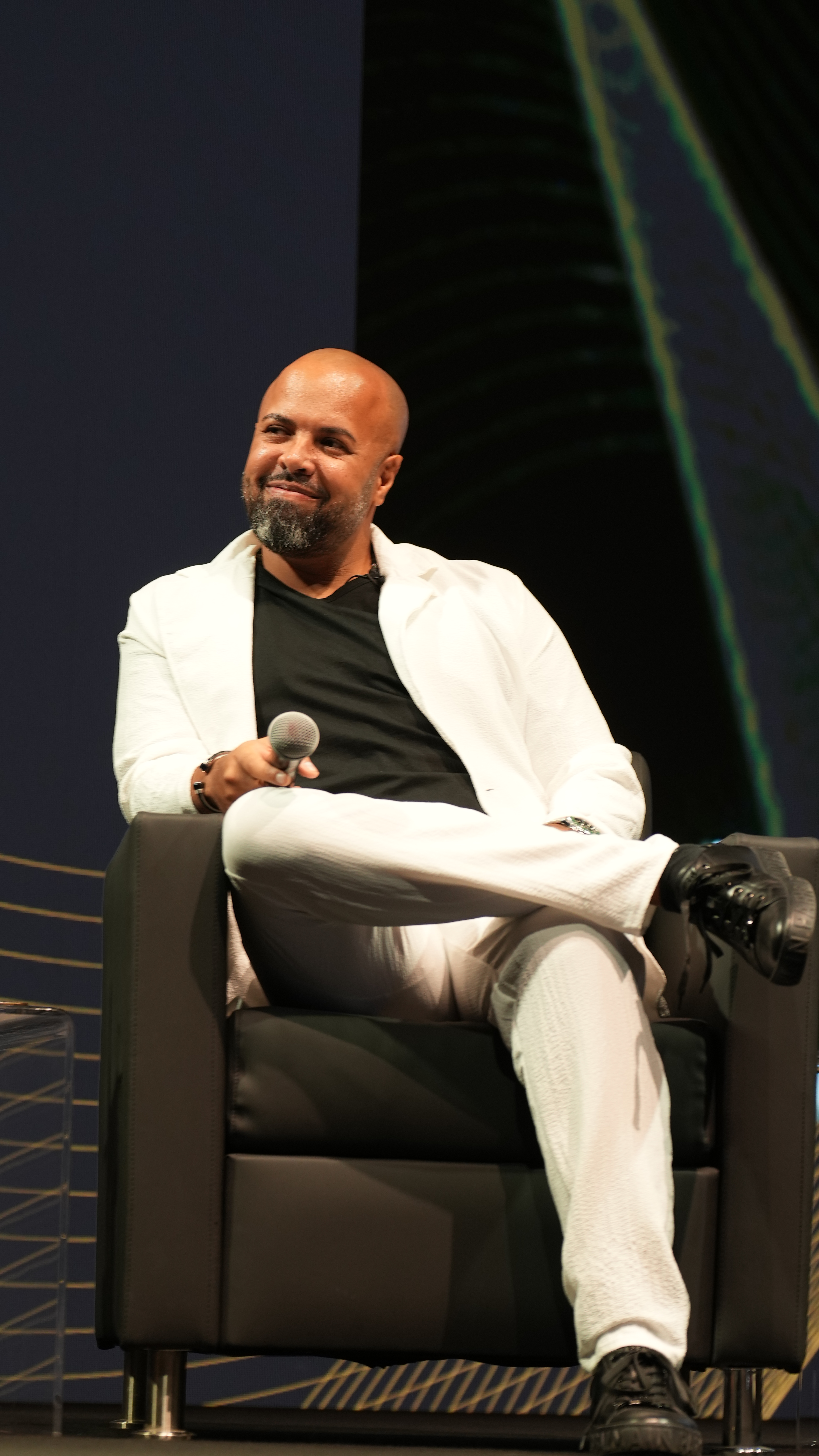
Akay Kayed (2023)

Nach der Auflösung von Overground begann Akay seine Solokarriere, wie seine Kollegen Ken Miyao und Meiko Reißmann. Im Jahr 2007 wurde Akay dann von der „edel music company“ unter Vertrag genommen und veröffentlichte am 2. Mai 2008 seine Debütsingle That’s the Way (I Like It) unter dem Pseudonym 2529. Dem Titel folgte die zweite Single Sexual Healing, eine Kollaboration mit der US-amerikanischen Rapperin Rah Digga. Beide Songs sind Auskopplungen aus dem Debütalbum Comfort Zone. Produziert wurde das Album von Mousse T. und Jan „VD3“ van der Toorn.
Seit 2004 organisiert Akay die Hip-Hop- und R’n’B-Partyreihe SoulSuga, die sich zu einer der bekanntesten Veranstaltungsreihen weltweit entwickelt hat. Sie werden unter anderem von Deutsch-Hip-Hop-Stars wie Bushido, Sido, Eko Fresh, KC Rebell, Farid Bang und Summer Cem besucht werden. Die Events fanden in Ländern wie den Vereinigten Arabischen Emiraten, Bulgarien, Spanien, Kroatien, den USA und Deutschland statt. 2018 eröffnete er die SoulSuga Lounge in Novalja, Kroatien.
Im Juni 2016 war Akay an dem Song Unique des schweizerischen DJ Da-Nos beteiligt, der als offizieller Song zur Züricher Street Parade diente. Im Folgenden nahm er an der Live-Sendung Die große ProSieben Völkerball Meisterschaft teil.
Im Juni 2017 kollaborierte er mit Eko Fresh und der Band The Outlawz (2Pac) für den deutschen Soundtrack zu dem Kinofilm über den Rapper Tupac Shakur All Eyez On Me. Akay wurde  im Juli vom niederländischen DJ-Kollektiv Vocal Kitchen mit Studios in Amsterdam, Atlanta, Los Angeles und New York unter Vertrag genommen. Im Herbst folgten erste Co-Writing-Sessions in Amsterdam mit Allen Eshujis und Curtis Richa.

## Unternehmerische Tätigkeiten

### SoulSuga – Die weltweite Partyreihe
Neben seiner musikalischen Karriere baute Akay ein weitreichendes unternehmerisches Portfolio auf. Ab 2004 organisierte er die „SoulSuga“-Event-Reihe. Blackmusic-Partys, die in den Vereinigten Arabischen Emiraten, Bulgarien, Spanien, Kroatien, den Vereinigten Staaten und Deutschland organisiert werden.

### Suga Agency
Im Jahr 2014 gründete Akay zusammen mit dem YouTuber Alberto die Künstler- und Medienagentur Suga Agency, die globale Kampagnen für Marken wie Nike, Universal, Sony Music, Adidas, Netflix und Google organisiert. Die Agentur betreut ein Portfolio von über 200 Künstlern weltweit und hat mit international renommierten Persönlichkeiten wie Dwayne Johnson, Kevin Hart, Ice Cube, Snoop Dog, Nicky Jam und vielen weiteren Hollywood-Stars zusammengearbeitet. Seit 2016 wird die Agentur nur noch durch Akay alleine geführt.
Zu den Künstlern, mit denen die Agentur zusammenarbeitete gehören im deutschsprachigen Raum Kollegah, Farid Bang, Younes Zarou, Eko Fresh, Summer Cem, Natasha Kimberly, Zymba und viele mehr.
Im Jahr 2016 gründete Akay die Videoproduktionsfirma HNRY BNNTT, die sich auf kreative und hochwertige Filmproduktionen spezialisiert hat 2018 eröffnete Akay die „SoulSuga Lounge“ in Novalja in Kroatien.
Seit 2016 ist er als Social-Media- und Marketing-Berater verschiedener Firmen und Marken in der von ihm gegründeten Suga Agency GmbH tätig.
Seit 2024 hat die Suga (International) ihre Expansion auf Dubai ausgeweitet.

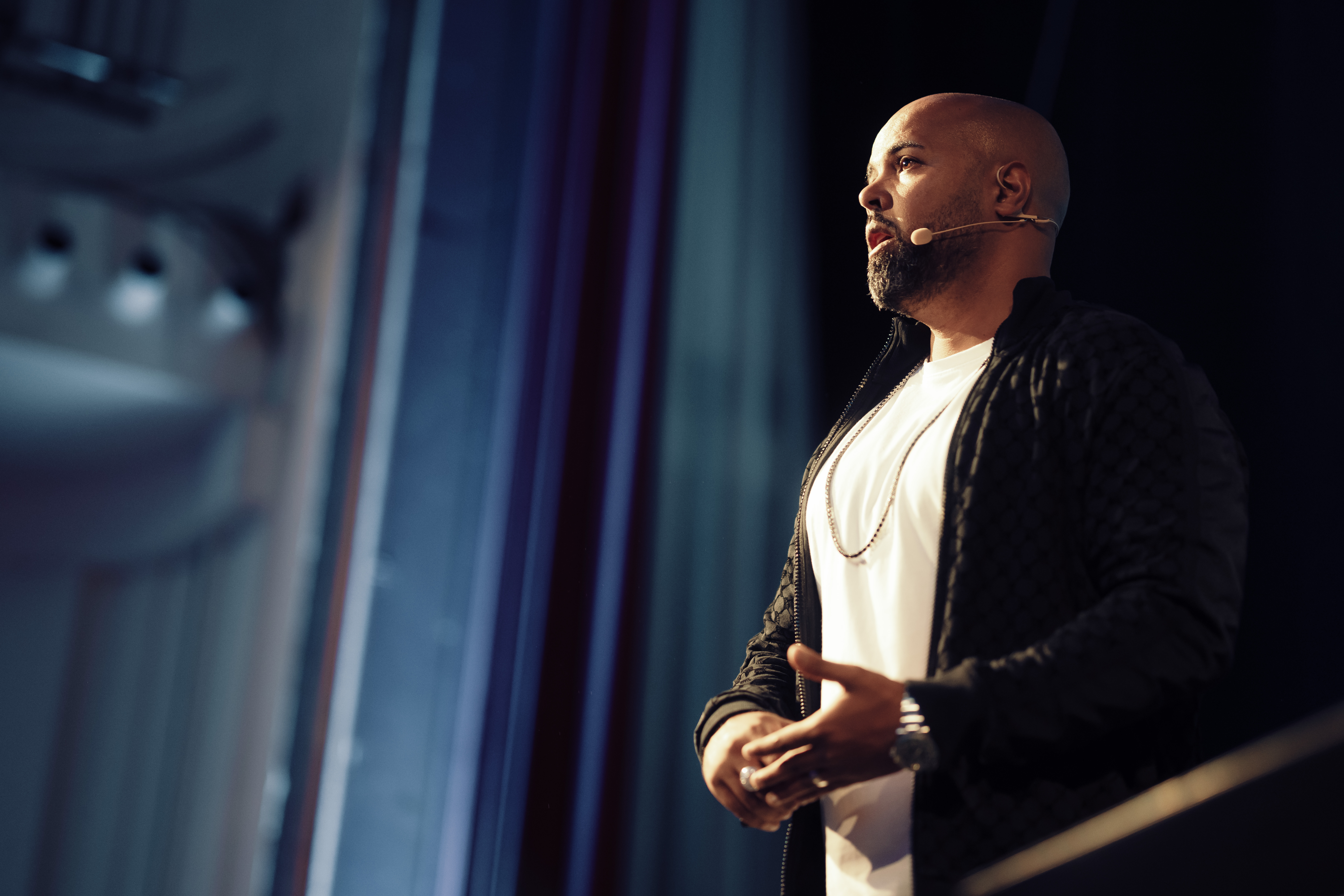
Akay Kayed (2023)

### Multi-Unternehmertum & High-Level-Networking
Akay hat sich als Multi-Unternehmer und Dealmaker etabliert und betreibt ein internationales Business- und Networking-Imperium. Im Jahr 2021 betreibt er das Mentorin Programm Power of Network, das Teilnehmern zeigt, wie man Netzwerke aufbaut und Geschäftsmöglichkeiten erschließt. 2024 initiierte er das exklusive Mastermind-Event Tycoon Circle in Dubai, begleitet von hochkarätigen Networking-Veranstaltungen. Zu den Veranstaltungen gehören unter anderem der „German Laugh Club“, bei dem deutsche Comedians auftreten, sowie private Netzwerktreffen mit führenden Geschäftsleuten und Unternehmern.

## Autor und Speaker
Neben seiner Karriere als Unternehmer und Künstler ist Akay auch Speaker aktiv. Er teilt regelmäßig seine Erfahrungen und Strategien auf internationalen Business- und Networking-Events. So war er unter anderem als Speaker auf der Growth Night von Teaching Finance tätig und wurde als „Speaker des Abends“ ausgezeichnet. Zudem sprach er auf renommierten Veranstaltungen wie dem Founder Summit und dem Greator Festival, wo er gemeinsam mit internationalen Persönlichkeiten wie Gary Vaynerchuk über Themen wie Business und Networking referierte.

## Diskografie
Für die Diskografie von Overground, siehe Overground/Diskografie.Akay Kayed (2022)
Alben
- 2008: Comfort Zone

Singles
- 2007: Geh jetzt nicht
- 2007: That’s the Way (I Like It) – 2529 featuring L-Bugz
- 2008: Sexual Healing (featuring Rah Digga)
- 2010: Dial My Number
- 2012: Auf der Flucht
- 2012: Mo Fire (featuring Gunda Weeche)

Featurings
- 2017: Unique (Official Street Parade 2016 Theme) – Mr. Da-Nos featuring Akay
- 2017: Sehnsucht – MC Bilal featuring Akay
- 2017: All Eyez on Us – Eko Fresh featuring The Outlawz & Akay

Musikvideos
- Juni 2016: Mr. Da-Nos feat. Akay – Unique (Official Street Parade Theme)
- Februar 2017:  MC Bilal feat. Akay – Sehnsucht (Official Video)
- Juni 2017: Eko Fresh feat. The Outlawz & Akay – All Eyez on us (Official Video)